# Droguetia gaudichaudiana
Droguetia gaudichaudiana là loài thực vật có hoa trong họ Tầm ma. Loài này được Marais mô tả khoa học đầu tiên năm 1982.